# Bothaville
Bothaville este un oraș din Africa de Sud.